# Émile Lombard
Émile Lombard est un coureur cycliste belge.

## Biographie
Au cours du Tour de France 1904, il termine 8e de la première étape, puis 6e de la deuxième, et prend la quatrième place du classement général provisoire. Il abandonne dès la 3e étape. À la suite de la disqualification de plusieurs de ses adversaires en novembre 1904, il apparaît qu'il a en réalité occupé la première place du classement pendant une journée. 

## Palmarès
- 1897
  - Grand Prix du journal Le Pneu
- 1902
  -  Champion de Belgique sur route amateurs

## Résultats sur les grands tours

### Tour de France
1 participation
- 1904 : abandon (3e étape), leader du classement général pendant 1 jour